# Copa de baloncesto de Italia 2019
La 51ª edición de la Copa de baloncesto de Italia (en italiano Coppa Italia y por motivos de patrocinio PosteMobile Final Eight ) se celebró en Florencia del 14 al 17 de febrero de 2019.

## Clasificación
Lograban la clasificación para disputar la Coppa Italia los ocho primeros clasificados de la Lega al final de la primera vuelta de la competición.
| Pos. | Equipo                    | PJ | G  | P | GF   | GC   | DG   | Pts | Clasificación                 |
| ---- | ------------------------- | -- | -- | - | ---- | ---- | ---- | --- | ----------------------------- |
| 1    | AX Armani Exchange Milano | 15 | 14 | 1 | 1359 | 1196 | +163 | 29  | Qualified as seeded teams     |
| 2    | Sidigas Avellino          | 15 | 11 | 4 | 1251 | 1225 | +26  | 26  | Qualified as seeded teams     |
| 3    | Umana Reyer Venezia       | 15 | 10 | 5 | 1218 | 1061 | +157 | 25  | Qualified as seeded teams     |
| 4    | Vanoli Cremona            | 15 | 10 | 5 | 1333 | 1254 | +79  | 25  | Qualified as seeded teams     |
| 5    | Openjobmetis Varese       | 15 | 9  | 6 | 1167 | 1104 | +63  | 24  | Qualified as non-seeded teams |
| 6    | Banco di Sardegna Sassari | 15 | 8  | 7 | 1345 | 1257 | +88  | 23  | Qualified as non-seeded teams |
| 7    | New Basket Brindisi       | 15 | 8  | 7 | 1175 | 1144 | +31  | 23  | Qualified as non-seeded teams |
| 8    | Segafredo Virtus Bologna  | 15 | 8  | 7 | 1222 | 1238 | −16  | 23  | Qualified as non-seeded teams |

 Fuente: LBA

## Cuadro final
|  | Cuartos de final         | Cuartos de final          | Cuartos de final         |                     |     | Semifinales               | Semifinales           | Semifinales           |  |   | Final                 | Final                 | Final                 |  |
|  | 14-15 de febrero de 2019 | 14-15 de febrero de 2019  | 14-15 de febrero de 2019 |                     |     | 16 de febrero de 2019     | 16 de febrero de 2019 | 16 de febrero de 2019 |  |   | 17 de febrero de 2019 | 17 de febrero de 2019 | 17 de febrero de 2019 |  |
|  |                          |                           |                          |                     |     |                           |                       |                       |  |   |                       |                       |                       |  |
|  |                          |                           |                          |                     |     |                           |                       |                       |  |   |                       |                       |                       |  |
|  | 1                        | AX Armani Exchange Milano | 84                       |                     |     |                           |                       |                       |  |   |                       |                       |                       |  |
|  | 1                        | AX Armani Exchange Milano | 84                       |                     |     |                           |                       |                       |  |   |                       |                       |                       |  |
|  | 8                        | Segafredo Virtus Bologna  | 86                       |                     |     |                           |                       |                       |  |   |                       |                       |                       |  |
|  | 8                        | Segafredo Virtus Bologna  | 86                       |                     | 8   | Segafredo Virtus Bologna  | 91                    |                       |  |   |                       |                       |                       |  |
|  |                          |                           |                          |                     | 8   | Segafredo Virtus Bologna  | 91                    |                       |  |   |                       |                       |                       |  |
|  |                          |                           | 4                        | Vanoli Cremona      | 102 |                           |                       |                       |  |   |                       |                       |                       |  |
|  | 4                        | Vanoli Cremona            | 4                        | Vanoli Cremona      | 102 | 82                        |                       |                       |  |   |                       |                       |                       |  |
|  | 4                        | Vanoli Cremona            |                          |                     |     |                           |                       |                       |  |   |                       |                       |                       |  |
|  | 5                        | Openjobmetis Varese       | 73                       |                     |     |                           |                       |                       |  |   |                       |                       |                       |  |
|  | 5                        | Openjobmetis Varese       | 73                       |                     |     |                           |                       |                       |  | 4 | Vanoli Cremona        | 83                    |                       |  |
|  |                          |                           |                          |                     |     |                           |                       |                       |  | 4 | Vanoli Cremona        | 83                    |                       |  |
|  |                          |                           | 7                        | New Basket Brindisi | 74  |                           |                       |                       |  |   |                       |                       |                       |  |
|  | 3                        | Umana Reyer Venezia       | 7                        | New Basket Brindisi | 74  | 88                        |                       |                       |  |   |                       |                       |                       |  |
|  | 3                        | Umana Reyer Venezia       |                          |                     |     |                           |                       |                       |  |   |                       |                       |                       |  |
|  | 6                        | Banco di Sardegna Sassari | 89                       |                     |     |                           |                       |                       |  |   |                       |                       |                       |  |
|  | 6                        | Banco di Sardegna Sassari | 89                       |                     | 6   | Banco di Sardegna Sassari | 86                    |                       |  |   |                       |                       |                       |  |
|  |                          |                           |                          |                     | 6   | Banco di Sardegna Sassari | 86                    |                       |  |   |                       |                       |                       |  |
|  |                          |                           | 7                        | New Basket Brindisi | 87  |                           |                       |                       |  |   |                       |                       |                       |  |
|  | 2                        | Sidigas Avellino          | 7                        | New Basket Brindisi | 87  | 92                        |                       |                       |  |   |                       |                       |                       |  |
|  | 2                        | Sidigas Avellino          |                          |                     |     |                           |                       |                       |  |   |                       |                       |                       |  |
|  | 7                        | New Basket Brindisi       | 95                       |                     |     |                           |                       |                       |  |   |                       |                       |                       |  |
|  | 7                        | New Basket Brindisi       | 95                       |                     |     |                           |                       |                       |  |   |                       |                       |                       |  |
|  |                          |                           |                          |                     |     |                           |                       |                       |  |   |                       |                       |                       |  |

## Cuartos de final

### Vanoli Cremonavs.Openjobmetis Varese
| 14 de febrero de 2018 | Vanoli Cremona                                | 82–73                                 | Openjobmetis Varese                                            | |  |
| 18:00 (CET)           | Parciales: 19–15, 25–25, 16–12, 22–21         | Parciales: 19–15, 25–25, 16–12, 22–21 | Parciales: 19–15, 25–25, 16–12, 22–21                          | |  |
|                       | Estadísticas Crawford 22 Mathiang 11 Diener 9 | Reporte Pts Reb Asts                  | Estadísticas Avramović, Scrubb 15 Cain 12 Avramović, Tambone 3 | Pabellón: Florencia Árbitros: Tolga Sahin, Maurizio Biggi, Valerio Grigioni Televisión: Eurosport RAI |  |

### AX Armani Exchange Milanovs.Segafredo Virtus Bologna
| 14 de febrero de 2018 | AX Armani Exchange Milano                  | 84–86                                 | Segafredo Virtus Bologna                           | |  |
| 21:00 (CET)           | Parciales: 22–17, 14–24, 18–22, 30–23      | Parciales: 22–17, 14–24, 18–22, 30–23 | Parciales: 22–17, 14–24, 18–22, 30–23              | |  |
|                       | Estadísticas Nunnally 19 Brooks 13 James 5 | Reporte Pts Reb Asts                  | Estadísticas Taylor 23 Moreira 10 seis jugadores 1 | Pabellón: Florencia Árbitros: Manuel Mazzoni, Alessandro Martolini, Denny Borgioni Televisión: Eurosport RAI |  |

### Umana Reyer Veneziavs.Banco di Sardegna Sassari
| 15 de febrero de 2018 | Umana Reyer Venezia                   | 88–89                                 | Banco di Sardegna Sassari                       | |  |
| 18:00 (CET)           | Parciales: 29–20, 28–21, 18–25, 13–23 | Parciales: 29–20, 28–21, 18–25, 13–23 | Parciales: 29–20, 28–21, 18–25, 13–23           | |  |
|                       | Estadísticas Tonut 20 Watt 6 Haynes 8 | Reporte Pts Reb Asts                  | Estadísticas Pierre 24 Pierre 9 Spissu, McGee 2 | Pabellón: Florencia Árbitros: Roberto Begnis, Beniamino Manuel Attard, Mark Bartoli Televisión: Eurosport RAI |  |

### Sidigas Avellinovs.New Basket Brindisi
| 15 de febrero de 2018 | Sidigas Avellino                       | 92–95                                 | New Basket Brindisi                               | |  |
| 20:45 (CET)           | Parciales: 12–28, 28–19, 40–22, 12–26  | Parciales: 12–28, 28–19, 40–22, 12–26 | Parciales: 12–28, 28–19, 40–22, 12–26             | |  |
|                       | Estadísticas Sykes 23 Green 11 Green 8 | Reporte Pts Reb Asts                  | Estadísticas Banks 26 Brown, Moraschini 7 Banks 6 | Pabellón: Florencia Árbitros: Massimiliano Filippini, Alessandro Vicino, Guido Giovannetti Televisión: Eurosport RAI |  |

## Semifinales

### Vanoli Cremonavs.Segafredo Virtus Bologna
| 16 de febrero de 2018 | Vanoli Cremona                                | 102–91                                | Segafredo Virtus Bologna                   |                                               |  |
| 18:00 (CET)           | Parciales: 21–20, 38–24, 16–24, 27–23         | Parciales: 21–20, 38–24, 16–24, 27–23 | Parciales: 21–20, 38–24, 16–24, 27–23      |                                               |  |
|                       | Estadísticas Diener 26 Mathiang 10 Saunders 5 | Reporte Pts Reb Asts                  | Estadísticas Aradori 26 M'Baye 7 Aradori 3 | Pabellón: Florencia Televisión: Eurosport RAI |  |

### Banco di Sardegna Sassarivs.New Basket Brindisi
| 16 de febrero de 2018 | Banco di Sardegna Sassari                   | 86–87                                 | New Basket Brindisi                      | |  |
| 20:45 (CET)           | Parciales: 28–32, 18–22, 14–20, 26–13       | Parciales: 28–32, 18–22, 14–20, 26–13 | Parciales: 28–32, 18–22, 14–20, 26–13    | |  |
|                       | Estadísticas Carter 18 Cooley 12 Polonara 3 | Reporte Pts Reb Asts                  | Estadísticas Brown 20 Chappell 9 Banks 4 | Pabellón: Florencia Árbitros: Saverio Lanzarini, Luca Weidmann, Christian Borgo Televisión: Eurosport RAI |  |

## Final

### Vanoli Cremonavs.New Basket Brindisi
| 17 de febrero de 2019 | Vanoli Cremona                                                | 83–74                                 | New Basket Brindisi                   | |  |
| 18:00                 | Parciales: 23–18, 22–19, 17–14, 21–23                         | Parciales: 23–18, 22–19, 17–14, 21–23 | Parciales: 23–18, 22–19, 17–14, 21–23 | |  |
|                       | Estadísticas Crawford, Saunders 18 Ricci, Saunders 9 Diener 6 | Reporte Pts Reb Asts                  | Estadísticas Brown 21 Brown 8 Brown 3 | Pabellón: Florencia Asistencia: 6,278 espectadores Árbitros: Tolga Sahin, Michele Rossi, Maurizio Biggi Televisión: Eurosport RAI |  |